# COVFEFE法案

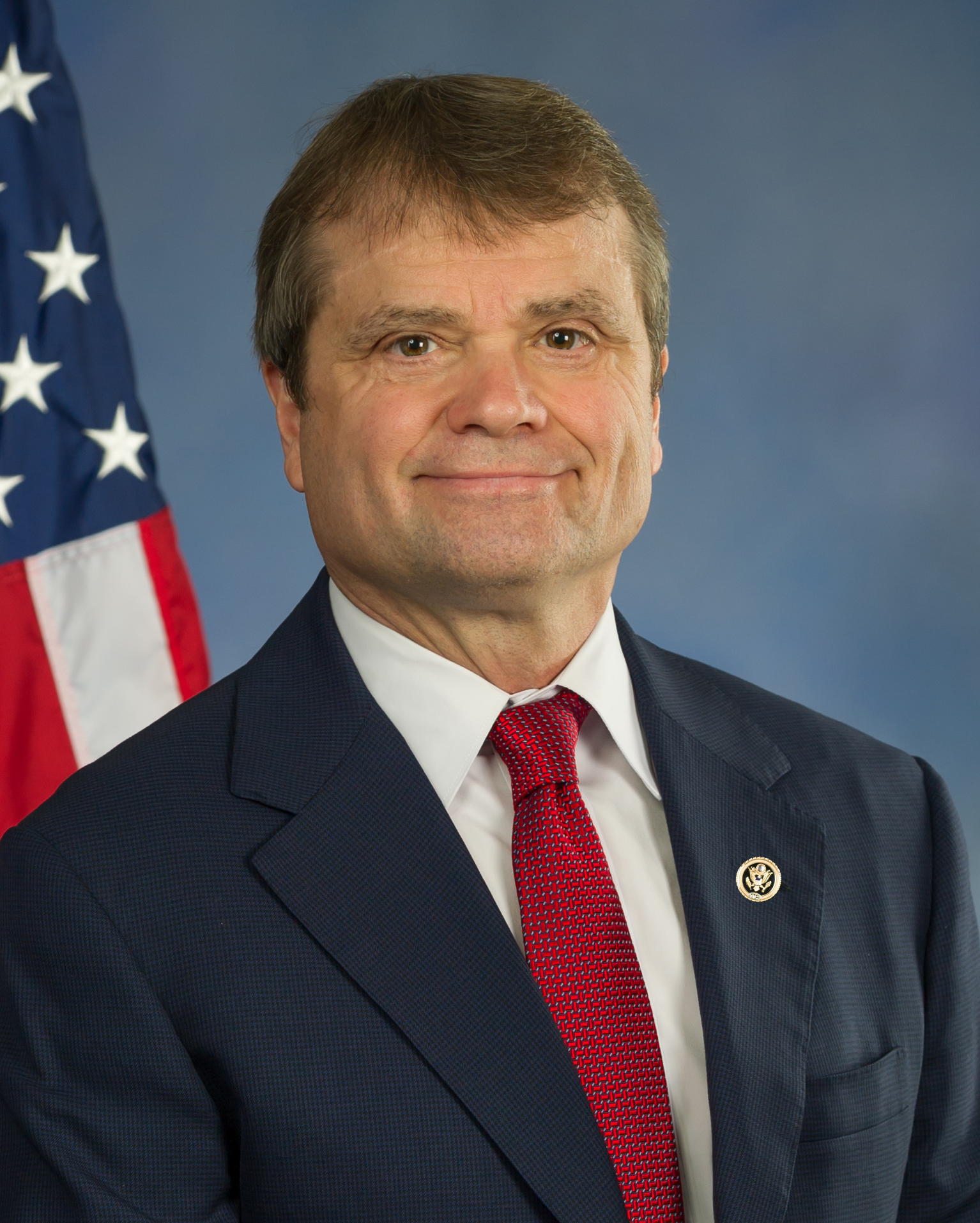
將法案提交眾議院的民主黨議員麥克·奎格利

COVFEFE法案，全名《以參與為目的的各種電子渠道通訊法案》（英語：Communications Over Various Feeds Electronically for Engagement Act）是一项於2017年在第115屆美國國會期間被提交到美国众议院的法案。
该法案建議修改《總統記錄法案》，將美國總統的推特帖文和在其他社交媒体上的互動加以保存，並由國家檔案和記錄管理局存儲。
鑑於美國總統唐納德·特朗普長期常規性地使用推特，伊利諾伊州民主黨眾議員麥克·奎格利向眾議院提交了這份法案，指出「为了维持公众对政府的信任，民选官员必须对他们的言行負責；這也包括140字的推文。如果总统要使用社交媒体來進行突然的公共政策宣布，我们必须确保这些陳述都得到了记录和保存，以供日后参考。」這一法案「將防止大量發布推文的總統如以往一樣刪除推文」。
该法案未通过委员会审核环节。

## 「Covfefe」一詞的來歷

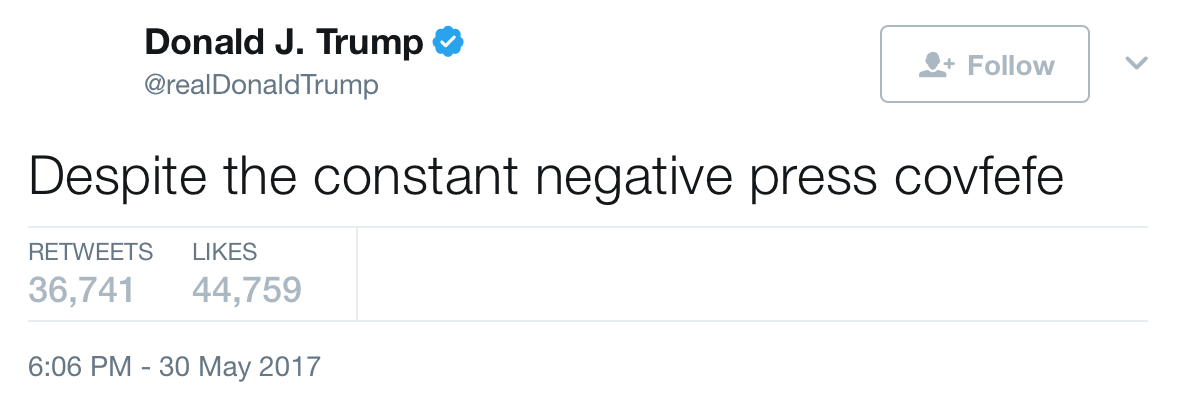
Covfefe一词源于特朗普的推特

该法案的英文名稱是「covfefe」的逆向首字母縮略詞。「Covfefe」一詞來自特朗普2017年5月31日發送的一條推特帖文。在美國東部時間當日的凌晨零時零六分，特朗普在推特上寫道：「儘管有著一直以來的負面媒體covfefe」（Despite the constant negative press covfefe）。这條未寫完的推文發出後，其含義即開始受到各種揣測，推文的讚和轉發數達到數十萬次，成為了2017年最受歡迎的推文之一。截至早上五時四十八分，推文已經被刪除。六時零九分，特朗普再次發推文：「誰能想出『covfefe』的真正意思？玩得開心！」
在同日的白宫新闻发布会上，雅虎新聞的記者亨特·沃克就該推文向白宫發言人肖恩·斯派塞提問，指出總統不但發出了一條語無倫次的推文，而且在數小時內都沒有刪除，質疑公眾是否應當對其這樣的行為表示關切。斯派塞回答道：「我认为總統和一小群人很明確地知道他是什麼意思。」他沒有再給出其他的解释。这個含義模糊的回應引起了媒體的進一步關注和批評，有新聞評論員表示不清楚斯派塞是不是在開玩笑。
《華盛頓郵報》記者卡勒姆·波契斯（Callum Borchers）認為，特朗普當局可能故意通過以這樣的方式回應來將媒體和公眾的注意力轉移到「covfefe」上，而避開通俄門、白宮通訊主任迈克·杜布克辭職以及美德关系等其他爭議話題。

## 特朗普推文的法律意义
特朗普的推文在過去已經產生過重要的法律意義。白宫新闻發言人肖恩·斯派塞曾表示這些推文「被視為美國總統的官方聲明」。
特朗普的推文曾經與公開的官方聲明以及美国司法部律师在法庭上為特朗普的政策辯護時使用的論據相悖，並因此對特朗普自己的議程造成損害。在2017年，一間联邦上诉法院維持了一個下級法院的判決，阻止特朗普限制中東國家公民入境的行政命令生效，並引用了特朗普的一條推文作為證據。多間法院已經清楚表示，推文可以被用以證明故意。
特朗普在他的「@realDonaldTrump」推特帳號上將很多其他推特用戶加入了黑名單，這引發了訴諸美國憲法第一修正案中言論自由條款的指責。奈特基金会旗下的騎士第一修正案研究所（Knight First Amendment Institute）在一封2017年6月致特朗普的信中指出，推特帳戶和公開會議一樣，是第一修正案中規定的「指定之公共場域」，將用戶加入黑名單侵犯了憲法賦予他們的言论自由權利。该研究所警告，它可能在此問題上訴諸法律途徑。法律学者對於這樣的訴訟能否成功觀點不一。

## 外部連結
- 美國國會官網上的法案全文（页面存档备份，存于）（英文）